# Cylindromyia retroflexa
Cylindromyia retroflexa är en tvåvingeart som först beskrevs av Villeneuve 1944.  Cylindromyia retroflexa ingår i släktet Cylindromyia och familjen parasitflugor.
Artens utbredningsområde är Uganda. Inga underarter finns listade i Catalogue of Life.